# Desa Trosono (administrativ by i Indonesien, lat -7,77, long 111,32)
Desa Trosono är en administrativ by i Indonesien.   Den ligger i provinsen Jawa Timur, i den västra delen av landet, 500 km öster om huvudstaden Jakarta.